# .sj

.sj-Logo

.sj ist die länderspezifische Top-Level-Domain (ccTLD) von Spitzbergen und Jan Mayen, die in ISO 3166-2:SJ zusammengefasst behandelt werden. Da die nahezu unbewohnte Vulkaninsel Jan Mayen norwegisches Territorium ist und auch der Spitzbergen-Archipel nach dem Spitzbergenvertrag unter norwegischer Souveränität steht, wird die Domain von dem auch für die .no-Domains zuständigen Registrar Norid verwaltet. Ebenso wie .bv, die ebenfalls von Norid verwaltete ccTLD der Bouvetinsel, existiert .sj seit August 1997 und wird derzeit nicht verwendet.
Es war zu keiner Zeit möglich, Adressen unter .sj zu registrieren, dementsprechend gibt es keine Adressen unter .sj. Es besteht daher nur die Möglichkeit, auf die Top-Level-Domain .no (oder ggf. die Second-Level-Domains svalbard.no und jan-mayen.no, unterhalb derer eigene Subdomains registriert werden können) auszuweichen. Norid möchte damit verhindern, dass diese Top-Level-Domain wie ähnliche Domains anderer Inseln kommerzialisiert wird und die Domain für eventuelle zukünftige Nutzung reservieren.